# Obod Taszkent
Obod Taszkent (uzb. «Obod» Toshkent futbol klubi, ros. Футбольный клуб «Обод» Ташкент, Futbolnyj Kłub "Obod" Taszkient) – uzbecki klub piłkarski, mający siedzibę w stolicy kraju Taszkent. Założony w roku 2013.
Od 2016 występuje w Oʻzbekiston PFL.

## Historia
Chronologia nazw:
- 2013–...: Obod Taszkent (ros. «Обод» Ташкент)

Piłkarski klub Obod został założony w Taszkencie w 2013 roku. W 2013 zespół debiutował w Drugiej Lidze Uzbekistanu, w której zajął pierwsze miejsce w swojej grupie i awansował do Pierwszej Ligi. W 2015 zajął pierwsze miejsce w lidze i awansował do Wyższej Ligi.

## Sukcesy

### Trofea międzynarodowe
Nie uczestniczył w rozgrywkach azjatyckich (stan na 31-05-2015).

### Trofea krajowe
| \| \| Zdobyte trofea w rozgrywkach Uzbekistanu (stan na: 31-12-2015) \| |                                                                |      |          |
| Rozgrywki                                                               | Osiągnięcie                                                    | Razy | Sezon(y) |
| Mistrzostwo                                                             | I miejsce                                                      | 0    |          |
| Mistrzostwo                                                             | II miejsce                                                     | 0    |          |
| Mistrzostwo                                                             | III miejsce                                                    | 0    |          |
| Mistrzostwo                                                             | ?. miejsce                                                     | 1    | 2016     |
| Puchar                                                                  | zdobywca                                                       | 0    |          |
| Puchar                                                                  | finalista                                                      | 0    |          |
| Puchar                                                                  | 1/8 finału                                                     | 1    | 2015     |
| II liga                                                                 | I miejsce                                                      | 1    | 2015     |
| II liga                                                                 | II miejsce                                                     | 0    |          |
| II liga                                                                 | III miejsce                                                    | 1    | 2014     |
| Uzbekistan                                                              | Zdobyte trofea w rozgrywkach Uzbekistanu (stan na: 31-12-2015) |      |          |

## Stadion
Klub rozgrywa swoje mecze domowe na stadionie JAR w Taszkencie, który może pomieścić 8,500 widzów.

## Piłkarze
Znani piłkarze:
- Pavel Solomin

## Trenerzy
...
- 2015:  Xayrullo Abdiev
- 2016:  Farxod Safarov